# Кингс (округ)
Кингс (англ. Kings) — округ штата Калифорния, США. Находится в долине Сан-Хоакин. Население округа, по данным переписи 2010 года, составляет 152 982 человека. Окружной центр Кингс — город Ханфорд.

## История
Округ Кингс был образован в 1893 году из западной части другого округа — Туларе. Округ получил своё название от библейских трёх царей.

## География
Общая площадь округа равняется 3610 км², из которых 3600 км² составляет суша и 5,4 км² (0,2%) — вода.

### Соседние округа
На севере и северо-востоке Кингс граничит с округом Фресно, на востоке с Туларе, на юго-западе с Сан-Луис-Обиспо, на юге с Керном, на западе с округом Монтерей.

### Города и населённые местности
В округе расположено 4 города:
- Авенал
- Коркоран
- Ханфорд
- Лемор

В округе расположено 9 сельских общин:
- Айленд-Дистрикт
- Армона
- Гернси
- Грейнджвилл
- Лейксайд
- Хардвик
- Кетлмен-Сити
- Стратфорд
- Холс-Корнер

В округе расположена 1 индейская резервация
- ранчерия Санта-Роза

## Демография
По данным переписи 2010 года, население Кингса составляет 152 982 человека. Расовый состав округа включает 54,3% белых, 7,2% чёрных или афроамериканцев, 1,7% коренных американцев, 3,7% азиатов, 0,2% выходцев с тихоокеанских островов, 28,1% представителей других рас и 4,9% представителей двух и более рас. 50,9% из всех рас — латиноамериканцы.

## Транспорт

### Автомагистрали
- I-5
- SR 33
- SR 41
- SR 43
- SR 137
- SR 198
- SR 269